# Romániai Metodista Egyház
A Romániai Metodista Egyház 2011-ben alakult meg Kolozsváron. Az erdélyi metodista misszió kezdetei 1995-re nyúlnak vissza, amikor Matt Elliott független amerikai misszionárius családjával Kolozsvárra érkezett. Hétéves ott tartózkodása idején a missziói munkája a közeli Mikes falu környékére is kiterjedt, ahol háziköröket szervezett, és rendszeresen nyújtott szociális segítséget rászorulóknak. A megalakult kolozsvári és mikesi közösségek a 2006-os hazaköltözése után is kapcsolatban maradtak vele, a missziókat Rareș Călugăr vezette tovább. 2011 augusztusában ezek a közösségek úgy határoztak, hogy a metodista egyházhoz csatlakoznak, miután megismerkedtek az egyház tanításával és szervezetével, valamint találkoztak dr. Patrick Streiff püspökkel. A megalakulást követően a romániai metodistákat szervezetileg a Bolgár Évi Konferenciához kötötték, amelynek ezután hivatalos neve: Bolgár-Román Évi Konferencia. 

## Lelkészek és szolgálati helyek
A kolozsvári gyülekezet lelkésze Rareș Călugăr. A mikesi gyülekezet lelkésze Samuel Goia, aki a környező falvakban (pl. Tordatúr, Komjátszeg) végez missziós szolgálatot, főleg a románok és a cigányság körében. A 2013-ban indított nagyszebeni gyülekezet lelkésze Cristi Istrate. Utóbbi helyen 2015 májusa óta a nagyszebeni evangélikus székesegyház egyik kápolnájában tartják a metodista istentiszteleteket. A Romániai Metodista Egyház szuperintendense 2019 áprilisa óta Rareș Călugăr, akit 2018-ban elsőként szenteltek fel Romániából metodista lelkésznek.